# Dryopteris aquilinoides
Dryopteris aquilinoides är en träjonväxtart som först beskrevs av Nicaise Augustin Desvaux, och fick sitt nu gällande namn av Carl Frederik Albert Christensen. Dryopteris aquilinoides ingår i släktet Dryopteris och familjen Dryopteridaceae. Inga underarter finns listade.